# Kangāvar-e Kohneh
Kangāvar-e Kohneh (persiska: كَنگاوَر كُهنِه, كَنگاوَرِ كُهنِه, کنگاور کهنه, Kangāvar Kohneh) är en ort i Iran.   Den ligger i provinsen Hamadan, i den nordvästra delen av landet, 300 km väster om huvudstaden Teheran. Kangāvar-e Kohneh ligger 1 485 meter över havet och antalet invånare är 335.
Terrängen runt Kangāvar-e Kohneh är kuperad. Runt Kangāvar-e Kohneh är det ganska tätbefolkat, med 93 invånare per kvadratkilometer. Närmaste större samhälle är Kangāvar, 18,1 km norr om Kangāvar-e Kohneh. Trakten runt Kangāvar-e Kohneh består i huvudsak av gräsmarker.